# Variador de freqüència

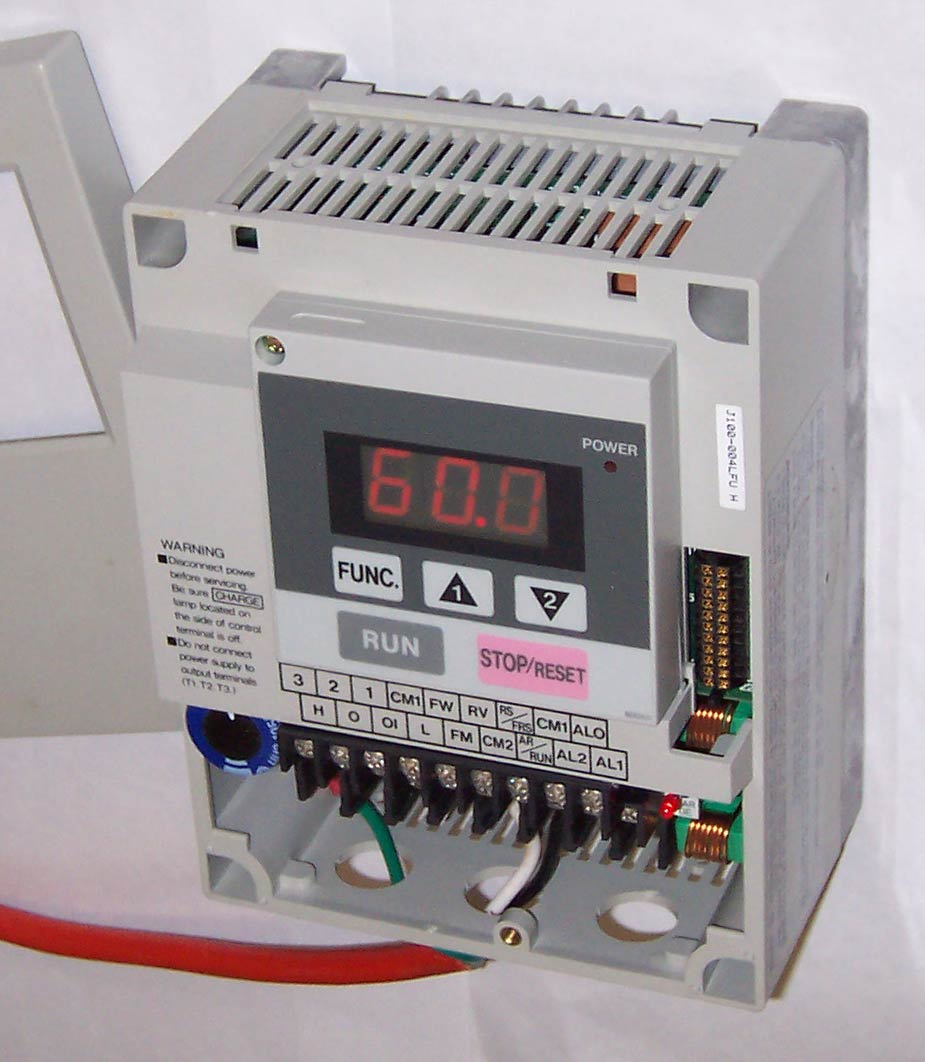
Petita unitat de variació de freqüència

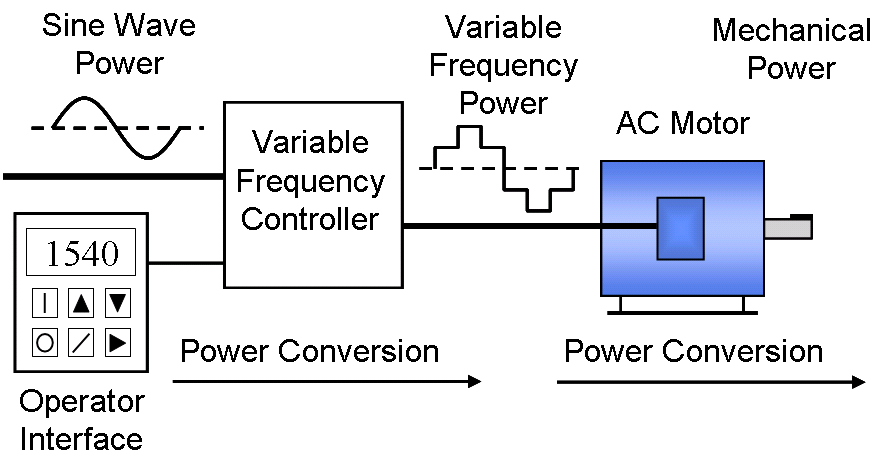
Diagrama d'un sistema VFD

Un variador de freqüència (sigles VFD, de l'anglès: Variable Frequency Drive o bé AFD Adjustable Frequency Drive) és un sistema per al control de la velocitat rotacional d'un motor de corrent altern (AC) per mitjà del control de la freqüència d'alimentació subministrada al motor. Un variador de freqüència és un cas especial d'un variador de velocitat. Els variadors de freqüència són també coneguts com a drivers de freqüència ajustable (AFD), drivers de CA, microdrivers o inversors. Atès que el voltatge és variat alhora que la freqüència, de vegades són anomenats drivers VVVF (variador de voltatge variador de freqüència).

## Principi de funcionament
Els dispositius variadors de freqüència operen sota el principi que la velocitat síncrona d'un motor de corrent altern (CA) està determinada per la freqüència d'AC subministrada i el nombre de pols en l'estator, d'acord amb la relació:
{\displaystyle RPM={{60\times f} \over {p}}} On RPM = Revolucions per minut, f = freqüència de subministrament AC (Hertz), p = Nombre de parells de pols
Les quantitats de pols més freqüentment utilitzades en motors síncrons o en Motor asíncron són 2, 4, 6 i 8 pols que, seguint l'equació citada, resultarien en 3600 RPM, 1800 RPM, 1200 RPM i 900 RPM respectivament per a motors sincrònics únicament i a la freqüència de 60 Hz. Depenent de la ubicació geogràfica funciona en 50Hz o 60Hz.
En els motors asíncrons les revolucions per minut són lleugerament menors pel mateix asincronisme que indica el seu nom. En aquests es produeix un desfasament mínim entre la velocitat de rotació (RPM) del rotor (velocitat "real" o "de sortida") comparativament amb la quantitat de RPM's del camp magnètic (les quals sí que haurien de complir l'equació esmentada a dalt tant en motors síncrons com en motors asíncrons) a causa que només és atret pel camp magnètic exterior que l'avantatja sempre en velocitat (en cas contrari el motor deixaria de tenir parell als moments en els quals atenyés el camp magnètic)

Aquesta variació en el cicle de treball fa pujar o baixar el valor mitjà del senyal

La forma de variar la freqüència bàsicament consta de canviar el cicle de treball (temps ON i temps OFF en un període) d'una ona quadrada periòdica, de tal forma que el valor mitjà de la tensió (la mitjana) al llarg del temps variï entre V màxim i V mínim (veure figura a la dreta). La velocitat amb què variem el cicle de treball, o sigui el seu valor mitjà, serà la freqüència de variació del valor mitjà.
Això físicament s'aconsegueix a través de "claus electròniques" de commutació que són els IGBT (transistors bipolars de comporta aïllada) que actuen com a interruptors que en tancar-se i obrir-se per mitjà d'un programari específic conformen l'ona quadrada, que permet obtenir el senyal sinusoidal .

Resultat d'una ona sinusoidal de freqüència f (Hz) per variació del cicle de treball d'una ona quadrada

## Descripció del VFD
Un sistema de variador de freqüència (VFD) consisteix generalment en un motor de CA, un controlador i una interfície operadora.

### Motor del VFD
El motor usat en un sistema VFD és normalment un motor d'inducció trifàsic. Alguns tipus de motors monofàsics poden ser igualment usats, però els motors de tres fases són normalment preferits. Diversos tipus de motors síncrons ofereixen avantatges en algunes situacions, però els motors d'inducció són més apropiats per a la majoria de propòsits i són generalment l'elecció més econòmica. Motors dissenyats per treballar a velocitat fixa són usats habitualment, però la millora dels dissenys de motors estàndard augmenta la fiabilitat i aconsegueix millor rendiment del VFD.(variador de freqüència)

### Controlador del VFD
El controlador de dispositiu de variació de freqüència està format per dispositius de conversió electrònics d'estat sòlid. El disseny habitual primer converteix l'energia d'entrada CA en CC usant un pont rectificador. L'energia intermèdia CC és convertida en un senyal quasi-sinoidal de CA usant un circuit inversor commutat. El rectificador és usualment un pont trifàsic de díodes, però també s'usen rectificadors controlats. A causa que l'energia és convertida en contínua, moltes unitats accepten entrades tant monofàsiques com a trifàsiques (actuant com un convertidor de fase, un variador de velocitat).

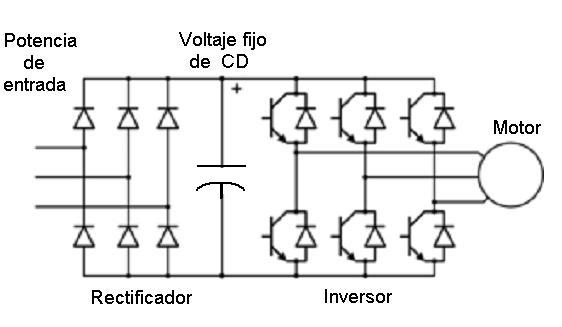
Diagrama de Variador de freqüència amb Modulació d'Ample de Pols (PWM).

Tan aviat com van aparèixer els interruptors semiconductors, van ser introduïts en els Variadors de Freqüència, sent aplicats en inversors de totes les tensions disponibles. Actualment, els transistors bipolars de porta aïllada (IGBTs) són usats en la majoria de circuits inversors.
Les característiques del motor CA requereixen una variació proporcional del voltatge cada vegada que la freqüència és variada. Per exemple, si un motor està dissenyat per treballar a 460 volts a 60 Hz, el voltatge aplicat ha de reduir-se a 230 volts quan la freqüència és reduïda a 30 Hz. Així la relació volts/hertzs ha de ser regulada en un valor constant (460/60 = 7.67 V/Hz en aquest cas). Per a un funcionament òptim, altres ajustos de voltatge són necessaris, però nominalment la constant és V/Hz en la regla general. El mètode més nou i estès en noves aplicacions és el control de voltatge per Modulació de l'Amplària de Pols (PWM).